# 므드락현
므드락현(베트남어: Huyện M'Đrăk / 縣姆德拉)은 베트남 중부 고원 지방 닥락성의 현이다.

## 행정 구역
므드락현은 1시진, 12사를 관할하고 있다.

### 시진
- 므드락 시진 (Thị trấn M'Đrắk, 姆德拉市鎭)

### 사
- 끄끄로아 사 (Xã Cư Króa, 格克如瓦社)
- 끄므따 사 (Xã Cư M'ta, 格姆達社)
- 끄쁘라오 사 (Xã Cư Prao, 格波饶社)
- 끄산 사 (Xã Cư San, 格山社)
- 애아흐믈라이 사 (Xã Ea H'Mlay, 亞赫姆莱社)
- 애알라이 사 (Xã Ea Lai, 亞來社)
- 애아므도안 사 (Xã Ea M'doan, 亞姆如瓦社)
- 애아삘 사 (Xã Ea Pil, 亞比社)
- 애아리엥 사 (Xã Ea Riêng, 亞英社)
- 애아짱 사 (Xã Ea Trang, 亞庄社)
- 끄롱아 사 (Xã Krông Á, 克容阿社)
- 끄롱징 사 (Xã Krông Jing, 克容京社)

## 갤러리

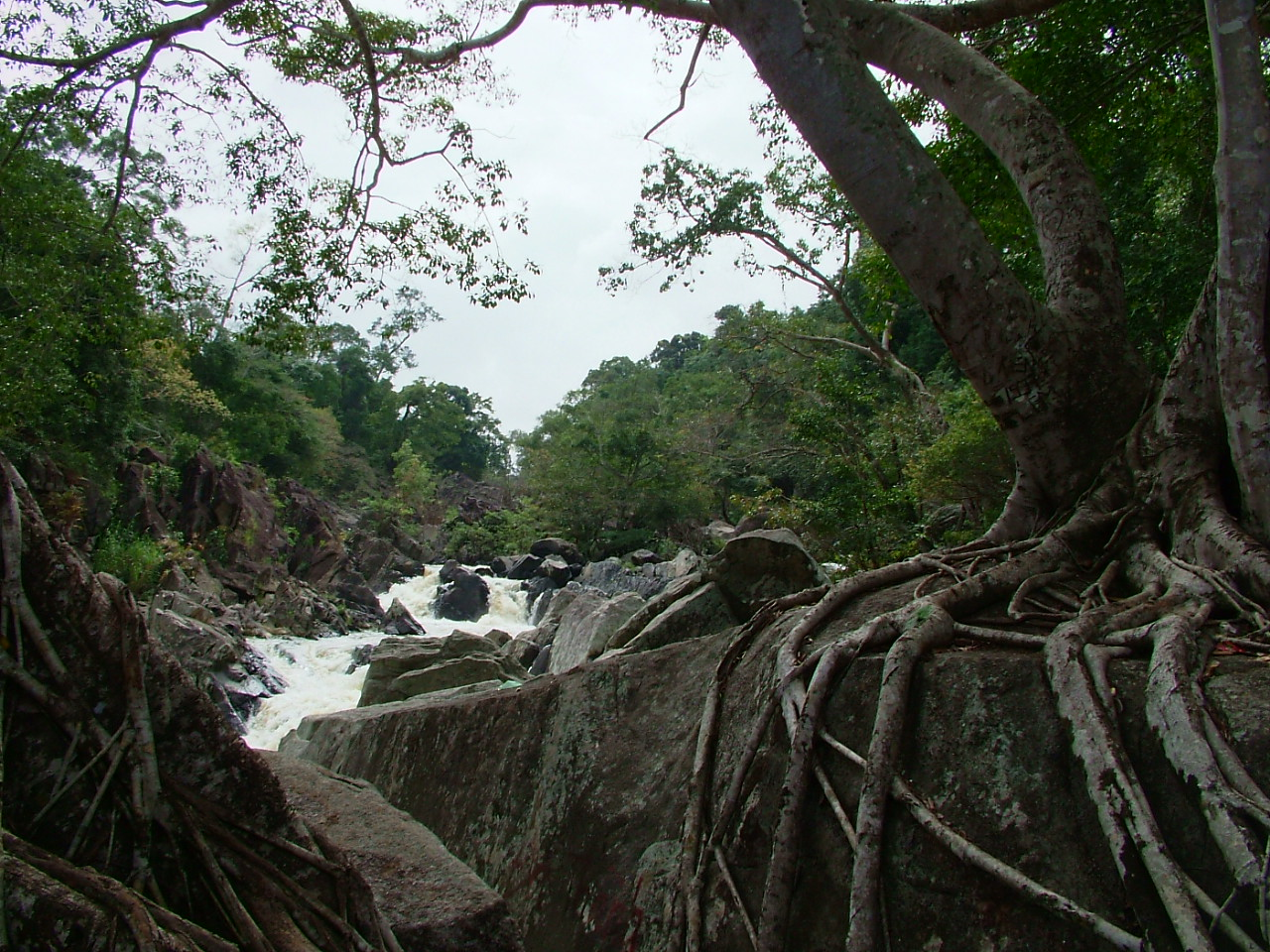
드라이 크나오 폭포, 므드락
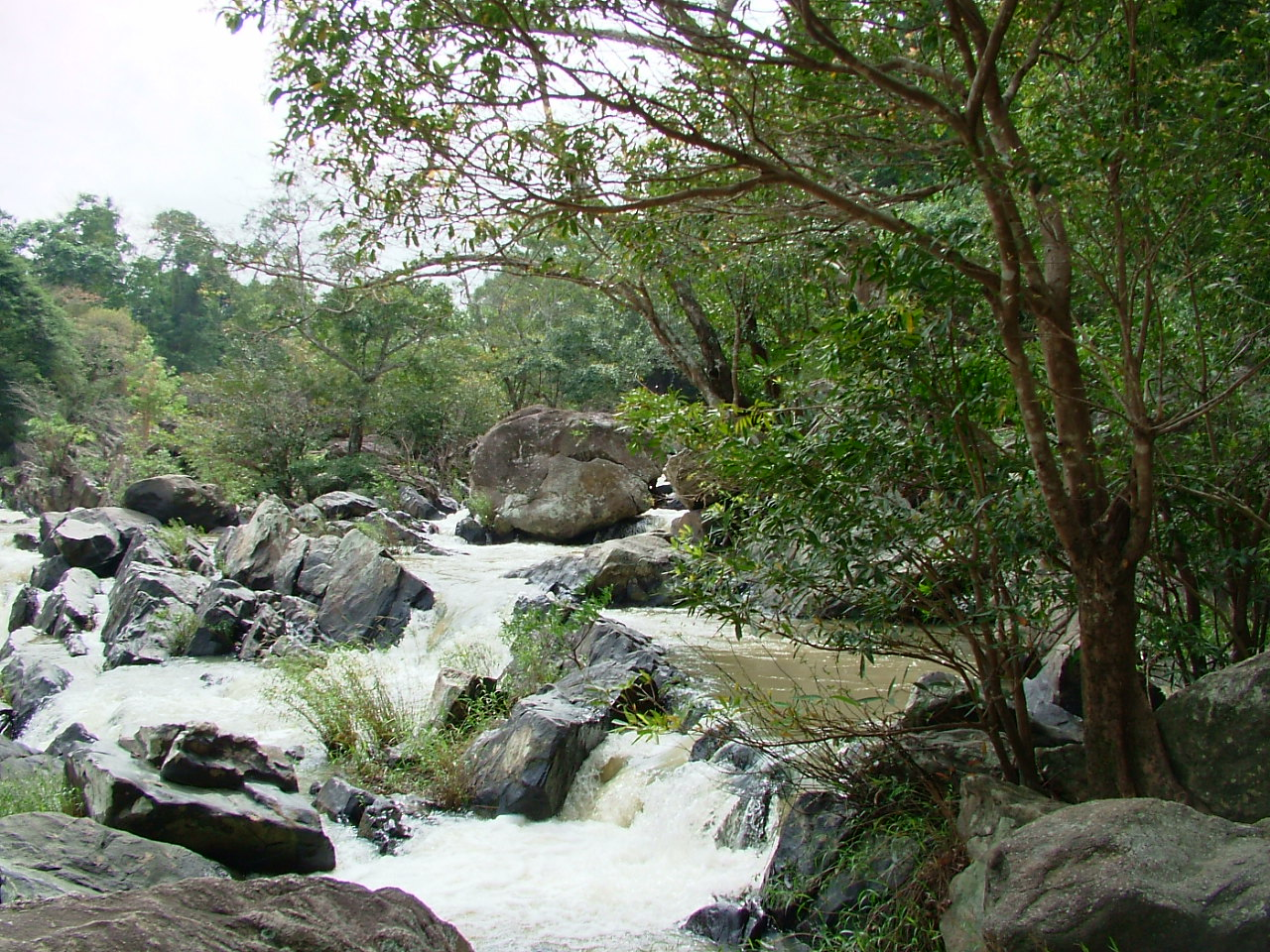
드라이 크나오 폭포, 므드락
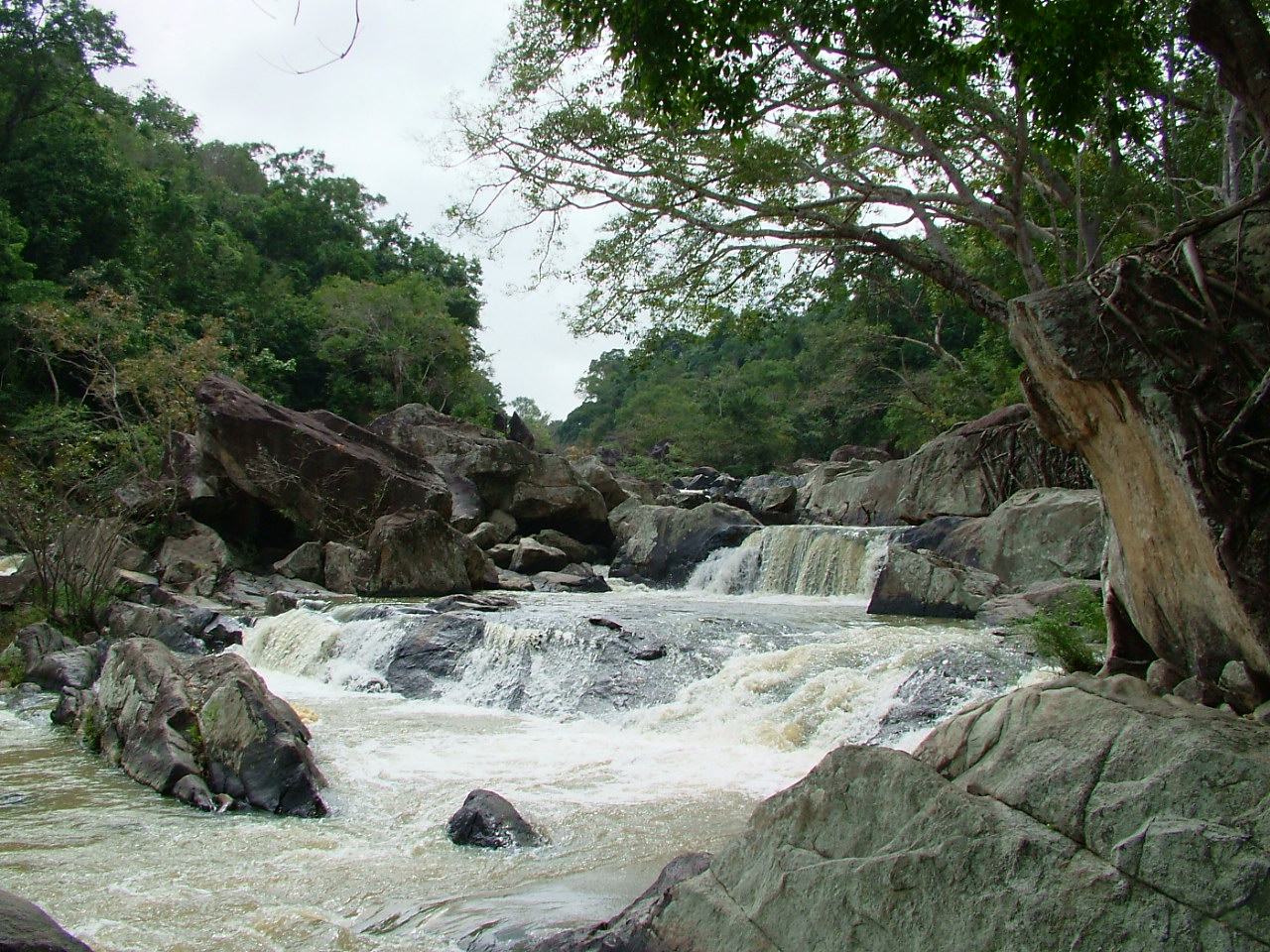
드라이 크나오 폭포, 므드락
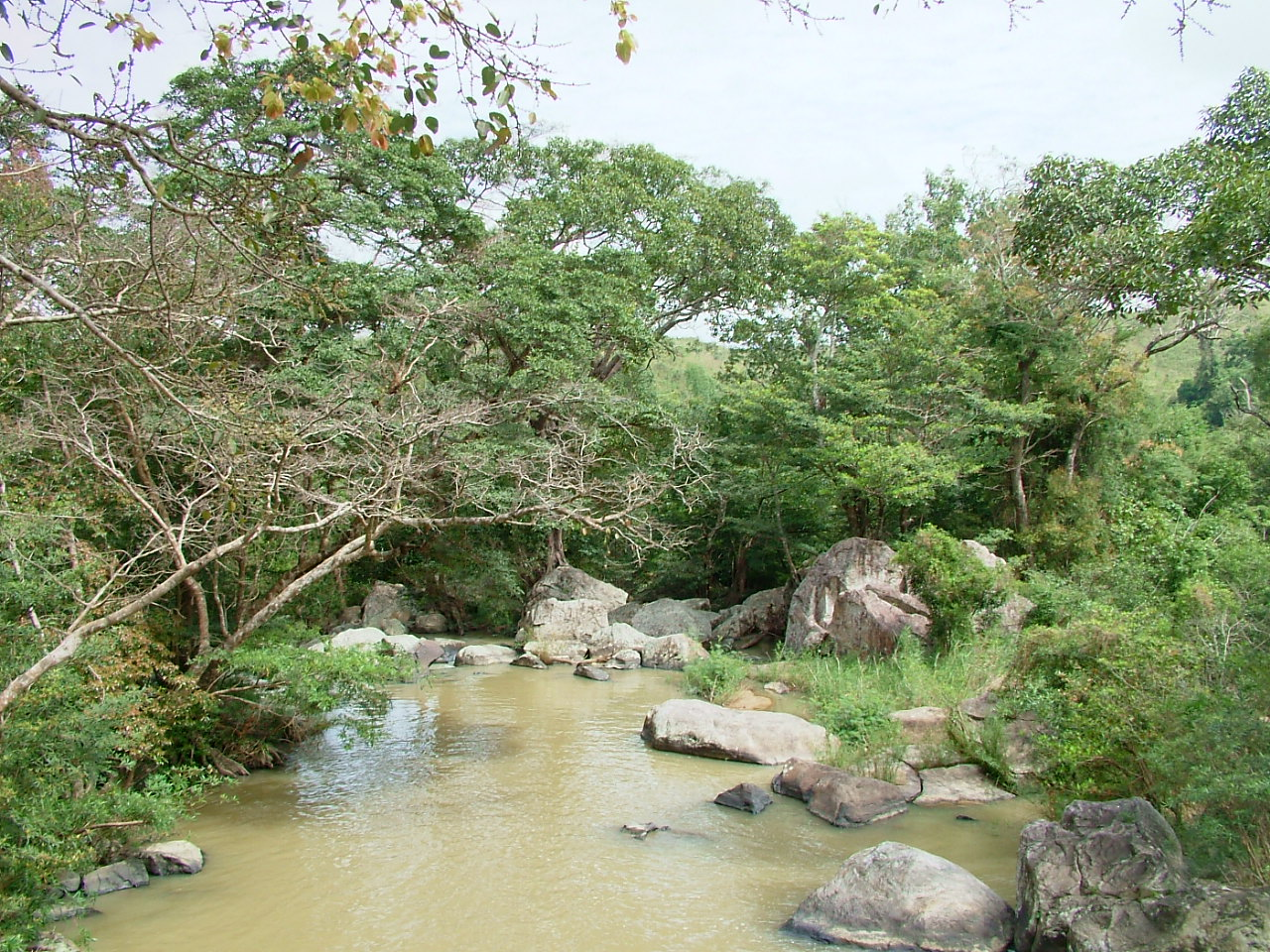
드라이 크나오 폭포, 므드락